# Takács Nóra Diána
Takács Nóra Diána (Debrecen, 1981. április 26. –) magyar színésznő.

## Életpályája
14 éves koráig Hajdúhadházon élt, majd a debreceni Ady Endre Gimnázium drámatagozatán érettségizett. Elsőre nem vették fel a Színművészetire, ezért egy évig az ELTE történelem-olasz szakos hallgatója volt. Három éven át az Új Színház Stúdiójának hallgatója, majd ötödszörre felvették a Színművészeti Egyetemre.
2007-ben végzett a Színház- és Filmművészeti Egyetemen zenés színész szakon, Ascher Tamás és Novák Eszter osztályában. 2007-től az Örkény Színház tagja. Korábban rendszeresen fellépett a HOPPart társulat előadásaiban is.

## Színházi szerepei

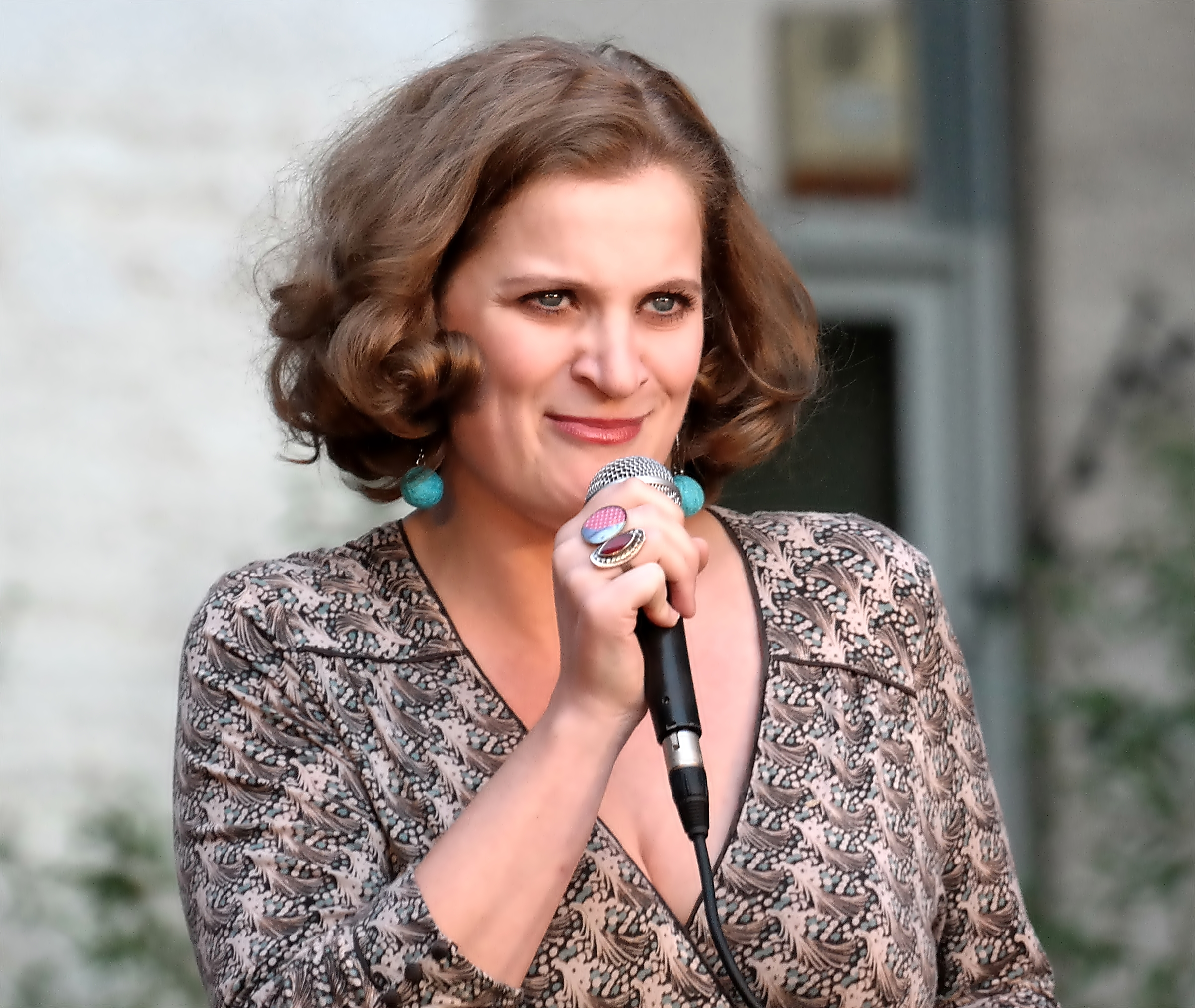
Örkény kert – 2013

- Duncan Macmillan: Anyám éhesnek tűnik, Pinceszínház, r. Göttinger Pál (2007)
- Zalán Tibor: Angyalok a tetőn – Nagymama, Új Színház, r. Nagy Mari (2003)
- A kis vakond, akinek a fejére csináltak – Ló, HOPPart társulat, r. Herczeg Tamás (2009)
- Baróthy Angyalai – Sirály, r. Máthé Zsolt (2011)
- Michael John LaChiusa: Bernarda Alba – Martirio, Művészetek Palotája, r. Bőhm György (
- Shakespeare  Coriolanus alapján: Korijolánusz – Volumnia (HOPPart, MU Színház) – rend. Polgár Csaba
- A Dohány utcai seriff – szereplő, Jurányi Produkciós Közösségi Inkubátorház, alkotók: Kovács Márton, Mohácsi János (2012)
- Molière: A mizantróp – Éliante, 2008.
- Molnár Ferenc: Az üvegcipő – Viola, 2005.
- Csehov: Apátlanul (Platonov) _ Marja Jefimovna Grekova, 2007.
- Brecht: Arturo Ui feltartóztatható felemelkedése – Clark, 2009.
- Aki Kaurismäki: Bohémélet – Baudelaire, Zálogházas nő, Pincérnő, Biztonsági őr, stb
- Alexandr Szuhovo-Kobilin: Tarelkin halála-MAVRUSA, szakácsné, CSVANKIN földbirtokos
- Merlin avagy Isten, Haza, Család – szereplő
- Henrik Ibsen: Peer Gynt – Ingrid, Zöld ruhás nő
- Joulian Crouch, Phelim McDermott: Jógyerekek Képeskönyve – Fülöpke
- Csehov: Meggyeskert – Ánya
- A Kék Angyal – Guste, Hedvig
- Georges Feydeau: A hülyéje – Maggie
- Übü király – Pillér töstér
- e föld befogad avagy SZÁMODRA HELY
- Mese az igazságtételről avagy A hét szamuráj
- János király – Angulême Izabella, Lord Bigot
- Stuart Mária – Paulet
- Köd utánam – Kozma Jenny
- Két néni, ha megindul – Annette
- Liliomfi – Erzsike
- Tóték – Ágika
- Anyám tyúkja (1.)
- A Bernhardi-ügy – Dr. Löwenstein, docens a gyermekgyógyászaton
- Apátlanok – Feszter
- Mesél a bécsi erdő – Nagynéni 1.
- Három nővér – Olga
- Galilei élete - Sarti

## Filmes és televíziós szerepei
- Kaméleon (2008)
- 9 és 1/2 randi (2008)
- Varázsfuvola (2009)
- Felnőttfilm (2009)
- Komoly dolgok (2010)
- Fla5h – filmsorozat  (2011)
- Ki-be tawaret (2011)
- Swing (2014)
- Munkaügyek (2014)
- Fapad (2014-2015)
- Liza, a rókatündér (2015)
- Kincsem (2017)
- Bogaras szülők (2018)
- Nyitva (2018)
- Tóth János (2018)
- Örök tél (2018)
- Bátrak földje (2022)
- A hattyú (2022)
- Kék róka (2022)
- Szia, Életem! (2022)
- Majdnem menyasszony (2024)

## Díjai, elismerései
- Mensáros László-díj (2015)
- Pünkösti Andor-díj (2019)[4]